# Rover 600
Rover řady 600 je automobil střední třídy, vyráběný ve Velké Británii, od roku 1993 do roku 1999. Technicky vychází z modelu Accord značky Honda ale exteriér vozu byl plně v režii značky Rover. Vyjížděl pouze s karoserií typu sedan. V roce 1999 byl nahrazen modelem Rover 75, který byl vyvinut částečně ve spolupráci s automobilkou BMW.

## Verze
Rover 600 byl dostupný v těchto verzích, kde poslední dvě číslice udávají objem motoru:
- 618i
- 618 Si
- 620i
- 620 Si
- 620 SLi
- 620 GSi
- 623 SLi
- 623 GSi
- 623 iS
- 620ti
- 620 Di
- 620 SDi
- 620 SLDi
- 620 GSDi

## 620ti
Nejsilnější motorizací byl přeplňovaný čtyřválec o objemu 2.0l, který disponoval výkonem 147 kW a točivým momentem 240 Nm. Maximální rychlost vozu s tímto motorem byla 230 km/h a zrychlení 0-100 za 7.5 s.